# Jírovec maďal
Jírovec maďal nebo také kaštan koňský (Aesculus hippocastanum) je statný opadavý listnatý strom.

## Popis
Dorůstá výšky až 30 metrů s kulovitou, mohutnou korunou a kmenem o průměru kolem 2 m. V mládí má hladkou tmavošedou borku, která je později černavá, na lomu červenohnědá a olupuje se v malých šupinách. Kvete v květnu až červnu, případně v červenci. Květy jsou uspořádány ve vzpřímených, hustých, bohatých až 30 cm dlouhých latách. Korunní lístky jsou zbarveny bíle se žlutými a červenými skvrnami. Na okraji jsou zprohýbané a brvité. Příbuzné druhy kvetou červeně či růžově. Pupeny jsou velké a lepkavé. Listy jsou vstřícné, dlanitě složené, pěti až sedmičetné, dlouze řapíkaté. Lístky jsou podlouhle obvejčité, nestejně zubaté, na rubu na žilnatině rezavě chlupaté. Mohou dorůstat délky 10 až 25 cm. Plod je až 6 cm velká, ostnitá, světle zelená tobolka s 1 až 3 tmavě hnědými semeny známými jako kaštany.

## Oblast rozšíření
Původně pochází z malého prostoru v horách na Balkáně v jihovýchodní Evropě, z malé oblasti v severním Řecku, Albánii, Severní Makedonii, Srbska a Bulharska. Dnes jej ale lze nalézt téměř všude (především v mírném pásu v Evropě), především v parcích a zahradách, ale poměrně snadno i zplaňuje.

## Stanoviště
Pěstuje se jako okrasná dřevina vhodná do uličního stromořadí nebo jako solitéra nebo i v lesích pro zvěř.

## Užití
Kromě toho, že je strom hojně pěstován jako okrasná rostlina parků a alejí, používalo se barvivo, které obsahují jeho listy, kůra a slupky plodů, k barvení látek. Jeho nektar je bohatý na cukry, proto se jedná o důležitý strom pro včelaře. Nezralé plody obsahují saponiny, ve větším množství jsou jedovaté. Užívaly se v lidovém léčitelství pro výrobu mastí. Dřevo je využíváno ve stavebnictví a k výrobě nábytku. Využití dřeva v českých podmínkách nepřipadá v úvahu, protože starší stromy (v parcích) bývají napadené dřevokaznými houbami. Navzdory svému jménu je pro koně jedovatý.

### Užívané části
Semeno, nebo také kaštan. Sbírá se od září do října po uvolnění semene z ostnaté tobolky. Kůra loupaná na jaře je bohatá na aesculin. Vůně semene je nepatrná a chuť hořká a štiplavá. Extrakt získaný ze semen jírovce je nažloutle šedý. V některých recepturách je užívanou částí rovněž květ a mladé listy.

### Účinné látky
Hlavní obsahovou skupinou jsou triterpeny (až 10%), které souhrnně označujeme jako aescin. Aescin, jenž je zodpovědný za většinu účinku kaštanu, existuje ve třech variantách (a-aescin, b-aescin a cryptoaescin). Z dalších podstatných flavonoidů potom kvercetin, kaempferol a jejich deriváty. Aktivní látky získávané z plodů kaštanu v podobě extraktu jsou označovány jednotně jako (HCSE).

### Zařazení
Cévní tonikum, antiflogistikum.

### Prokázané účinky
Aktivní látky, získávané z kaštanu (HCSE), zvyšují odolnost vlásečnic a zlepšují žilní tonus. Současně působí protizánětlivě a urychlují vstřebávání otoků. Jírovec je velmi účinný při chronické žilní nedostatečnosti (CVI) a při léčbě křehkých vlásečnic. Nové studie jednoznačně prokázaly účinnost jako žilního tonika. Aesculin obsažený v kůře jírovce snižuje propustnost vlásečnic a zvyšuje jejich odolnost. Těchto účinků se využívá k léčbě křečových žil. Velmi účinný je rovněž na hemoroidy. Klinické studie prokazují účinnost na tzv. „těžké nohy“, noční křeče v nohách. Rovněž tlumí svědivost různých forem ekzémů. Urychluje vstřebávání krevních podlitin a modřin. Účinný je na bolavé klouby a artritidy. Zlepšuje průtok krve v cévách, což pozastavuje srážlivost krve a působí proti vzniku trombů. Ulehčuje vylučování moči při zvětšené prostatě. Vypíná pleť a působí na pokožku jako tonikum. Při vnitřním použití se doporučuje denní dávka 250 – 310 mg standardizovaného extraktu, což odpovídá až 100 mg aescinu. Komise E doporučuje kaštan k léčbě křečových žil.

### Nežádoucí účinky
Při zevním použití je zcela neškodný. Rovněž u jírovce jsou zdokumentovány poměrně vzácně se vyskytující alergické reakce. Při vnitřním užití může vyvolat nevolnosti nebo křeče žaludku. Některé prameny hovoří o ztrátě koordinace, zvracení, průjmu a ochrnutí. FDA klasifikuje jírovec jako rostlinu, která při vnitřním užití není bezpečná (podle některých pramenů[zdroj?] jsou dokonce všechny části jedovaté).

## Původ názvu

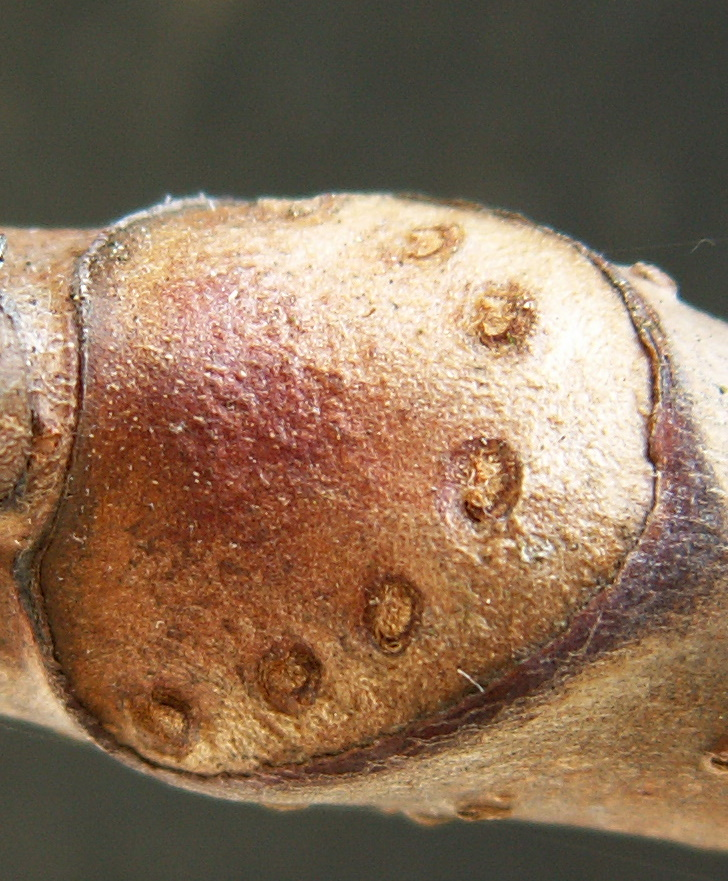
Jizva po opadnutí listu se nápadně podobá koňskému kopytu

Jírovec pochází od jarý (v původním smyslu hořký). Maďal je z maďarského magyal = durman, který má obdobné bodlinaté plody.
Epiteta vztahující tento taxon ke koním (k. koňský, A. hippocastanum) vznikla na základě podobnosti jizvy po opadu listu s okovaným koňským kopytem.

## Ohrožení
Od 90. let 20. století jsou kaštany v Česku a v celé Evropě ohrožovány klíněnkou jírovcovou, jejíž larvy parazitují v listech kaštanů a způsobují jejich předčasný opad. Stromy tím oslabují, nezpůsobují však přímo jejich odumírání.
Sázet jírovce ve větším počtu je rizikové kvůli nebezpečné bakterióze (slízotoková nekróza) způsobené Pseudomonas syringae pv. aesculi (anglicky bleeding canker), která jírovce napadá, dosud není proti ní ochrana a může způsobit odumření celé aleje.

## Galerie

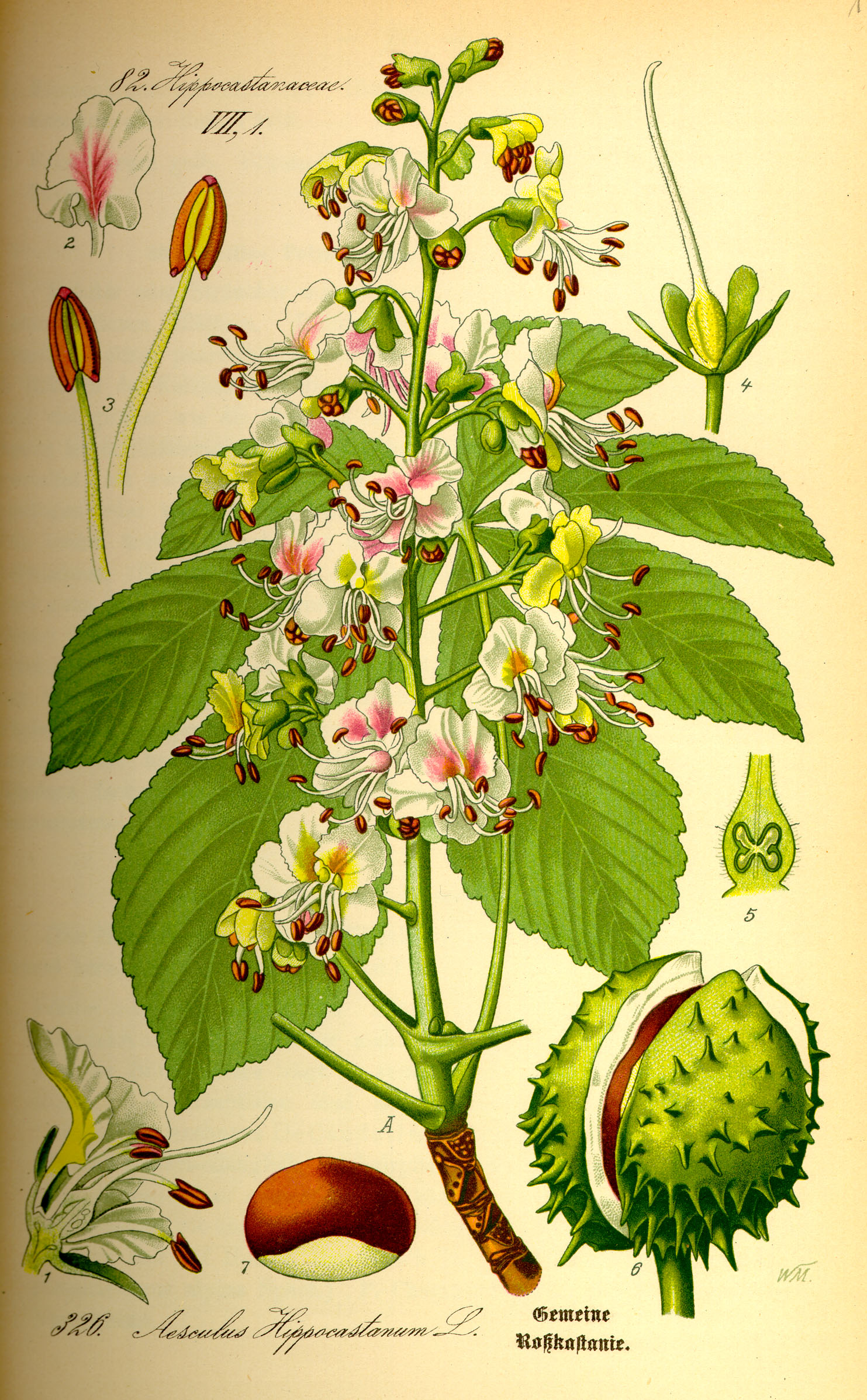
Souhrnná botanická ilustrace
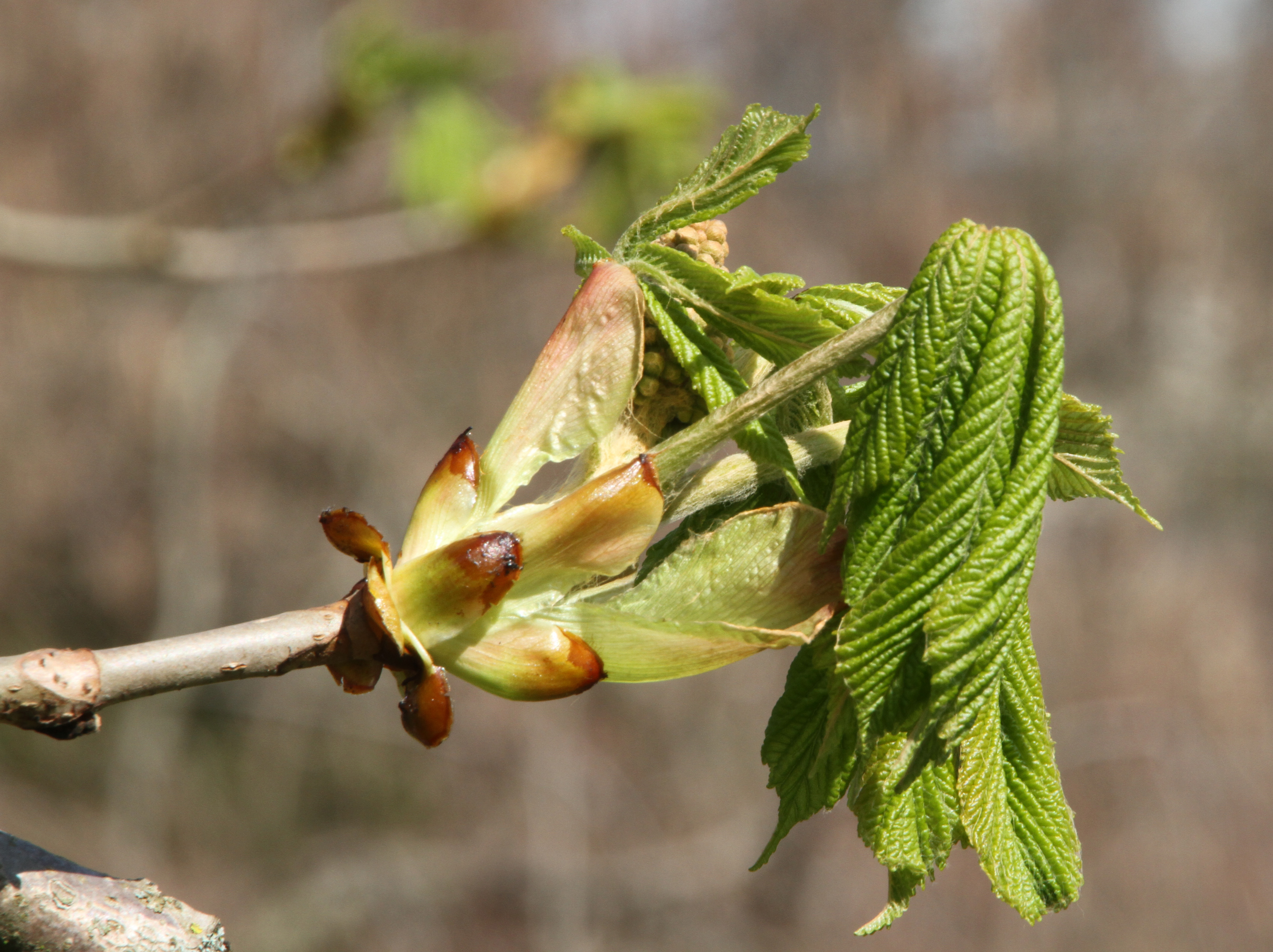
Pupen
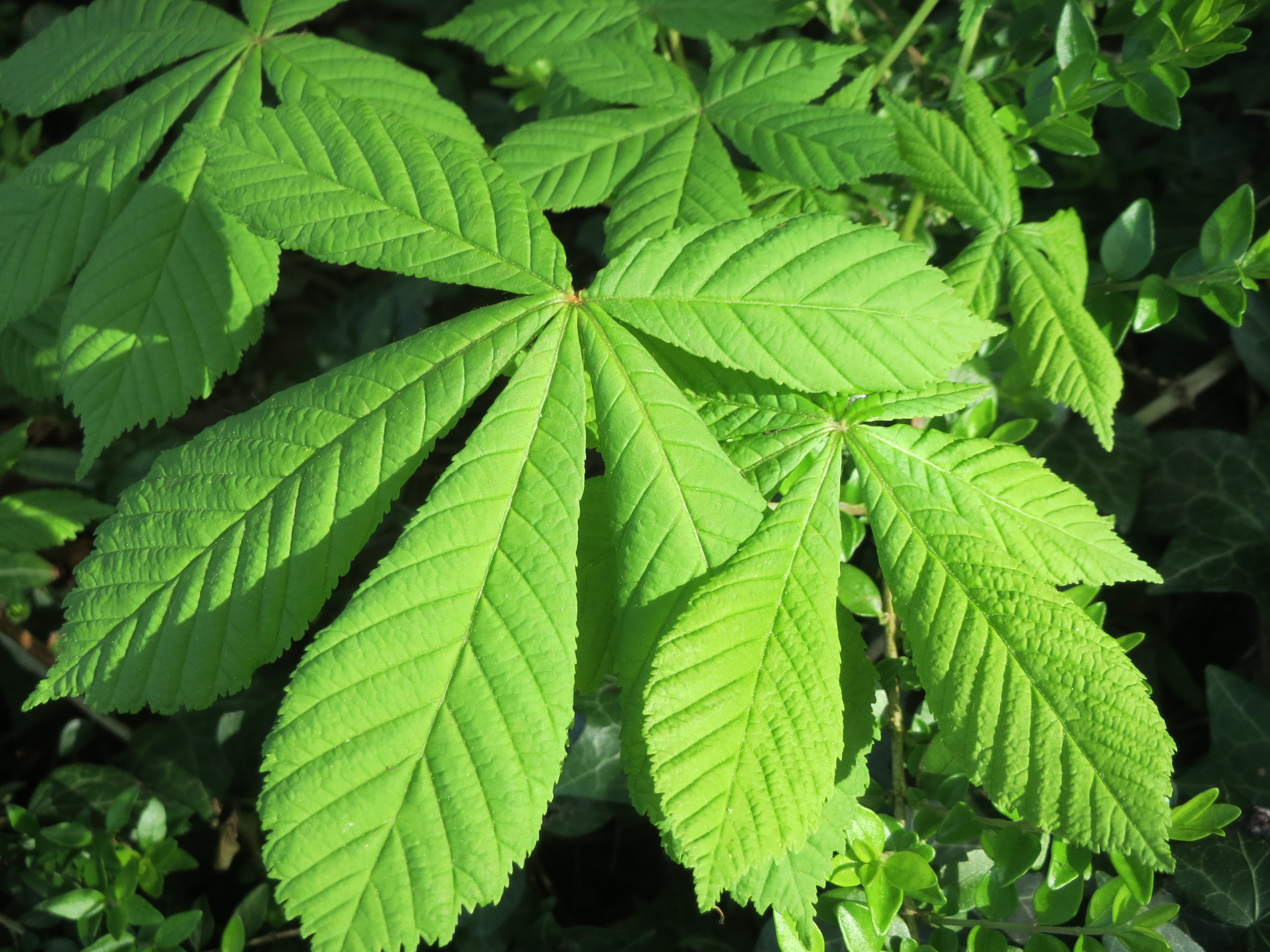
List
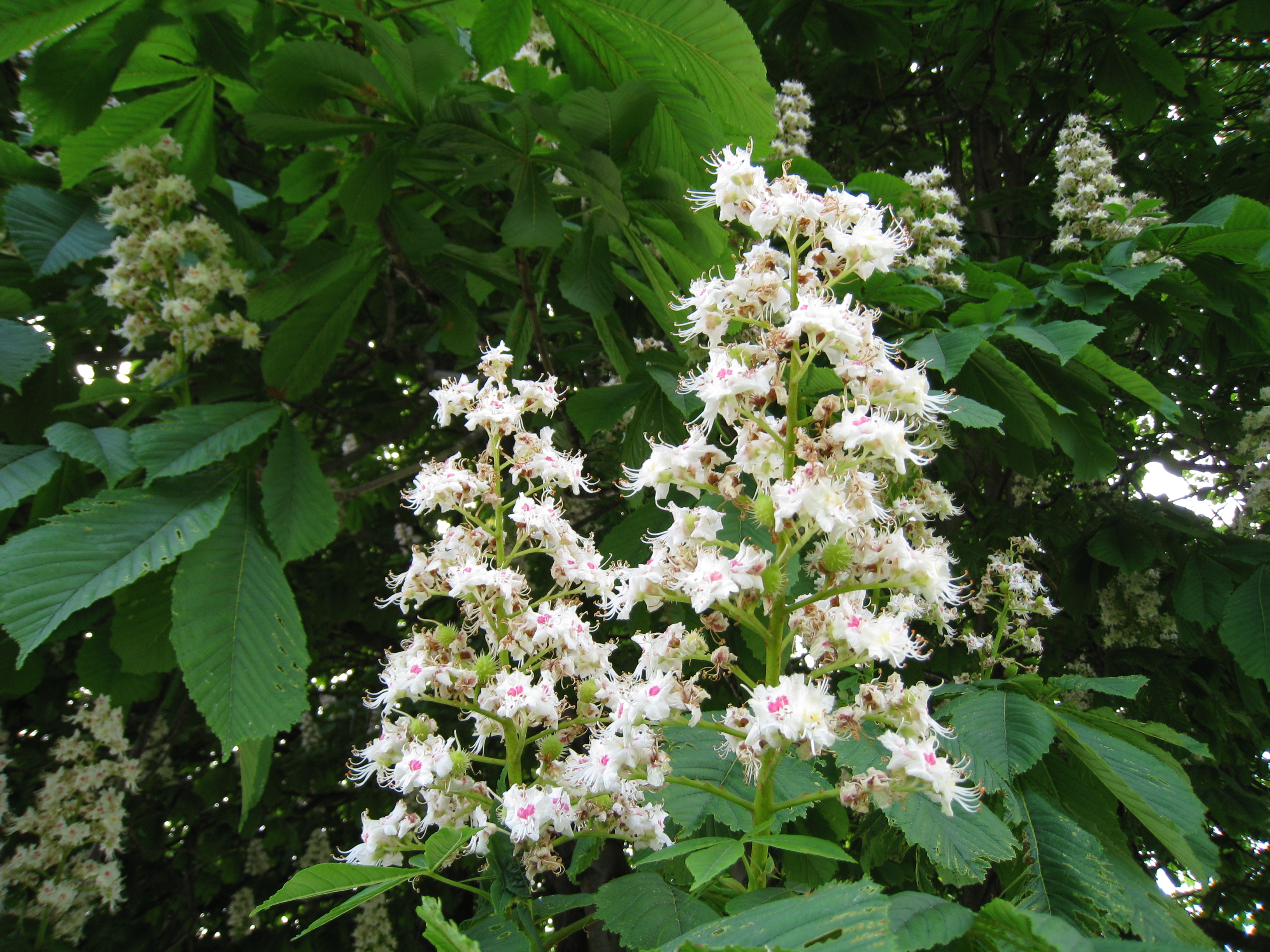
Květenství
Květní diagram
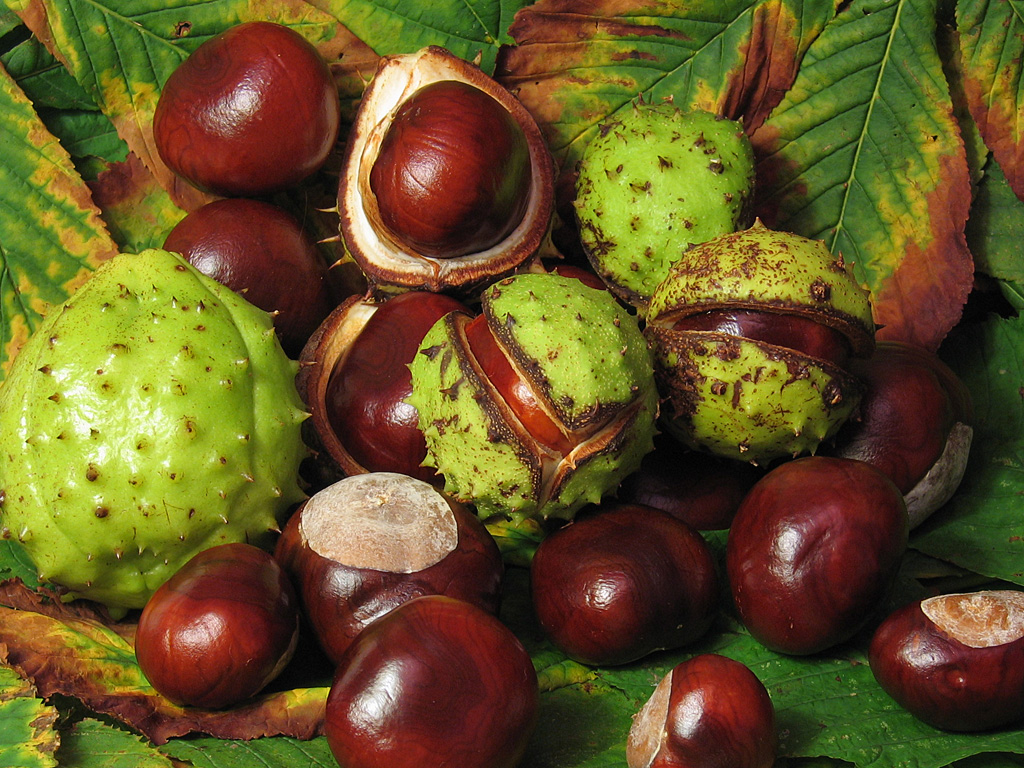
Plody
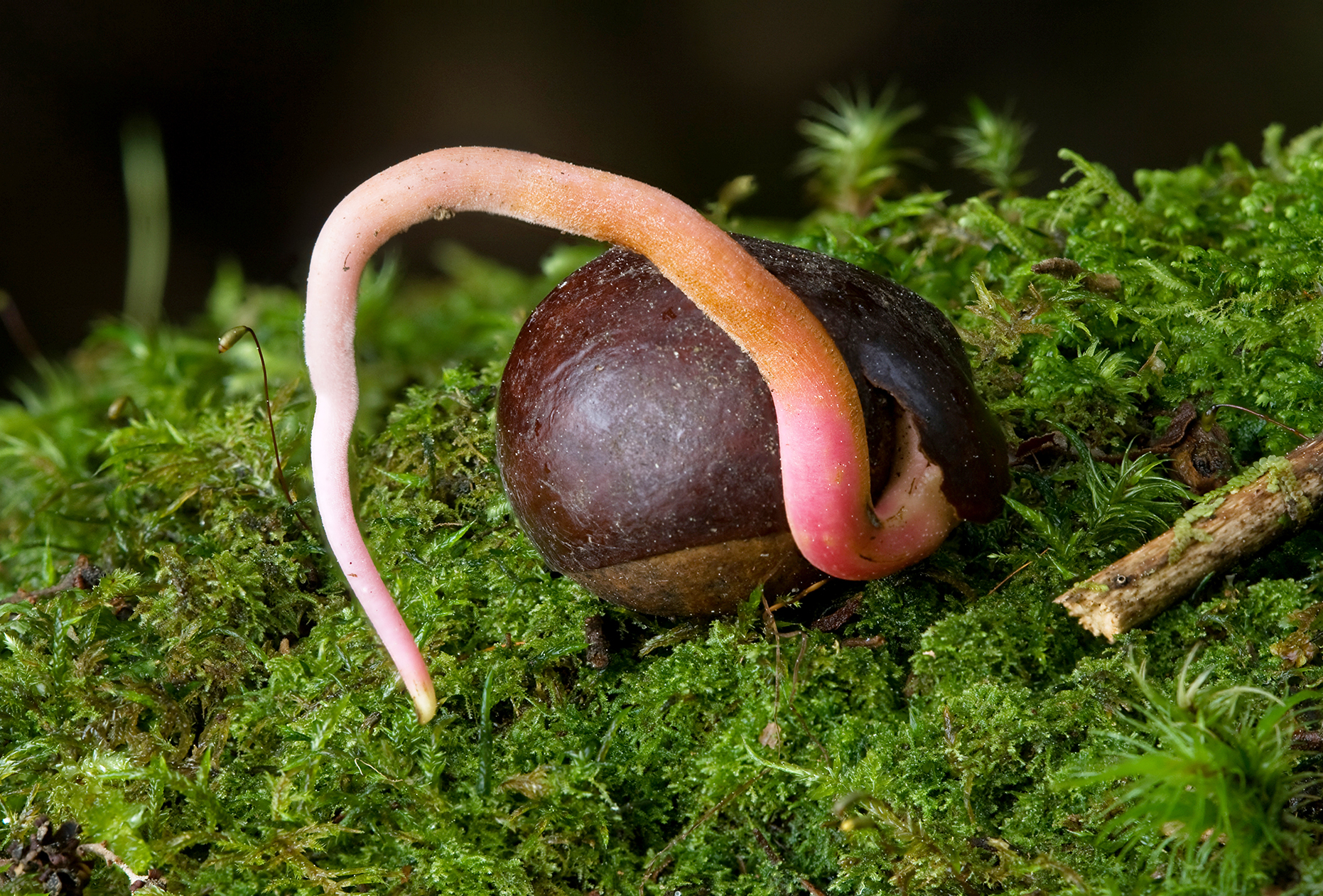
Klíčící plod
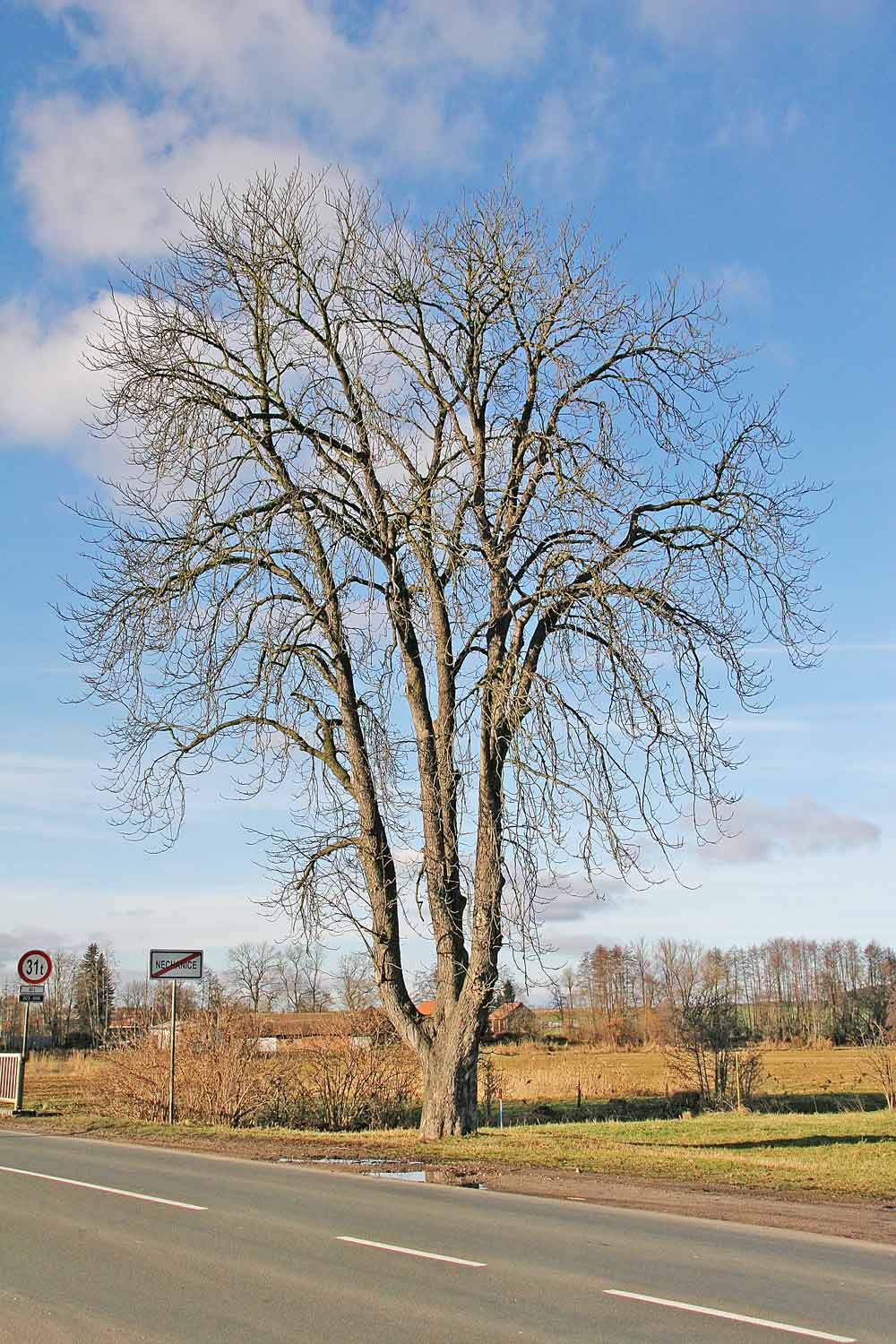
Typický zimní habitus